# 浮世亭出羽助・八丈竹幸
浮世亭出羽助・八丈竹幸（うきよていでばすけ・はちじょうたけこ）は、大正・昭和期に活躍した日本の漫才師。
大正の末にコンビを結成。
戦中の漫才は和装に鼓・三味線が当たり前の時代、洋服にヴァイオリンを持ち奏でる唄と踊りが斬新で『何でもこなせる立体漫才』として話題になり人気になった。

## メンバー
- 浮世亭出羽助（1901年5月5日 - 1980年3月24日）本名は中尾幸一郎。

和歌山の生まれ、浮世亭夢丸の門下、最初は砂川菊一を名乗った。1920年大阪天満吉川館で初舞台。
三曲万歳では胡弓を担当し時折テレビ出演もあった。
1976年に慢性気管支炎で公害病に認定された後はほとんど舞台に出ることもできず、1980年、自宅でこたつで死亡しているのを相方の花柳かつこが発見した。東雲節や都々逸も得意とした。SPレコードも残されている。大阪のてんのじ村に長年居住していた。
- 八丈竹幸（1904年 - 1969年）本名は追田海子。

広島の生まれ、1928年に南地花月で追田旭湖名の名で色物･琵琶の演奏で初舞台。その後浮世亭出羽助とコンビを組むにあたり浮世亭夢丸の門下になった。九条武子（くじょう たけこ）より少し容姿が劣るという事で八丈竹幸と名付けられた。
- 花柳かねこ（? - ?）本名、田端はるを。

青柳房夫・兼子として戦前より活動、戦時中に九州へ疎開し、そのまま福岡で活動していた。1970年頃に房夫が          病気でなくなり、帰阪。同時期に相方を亡くした浮世亭出羽助とコンビ結成。出羽助の没後は守住田鶴子とコンビを結成したが1年ほどで引退した。

## 註
1. ↑  浅田家キリンの相方であった
2. ↑  明治～平成, 新撰 芸能人物事典. “浮世亭 出羽助とは”. コトバンク. 2020年10月28日閲覧。